# Urophora

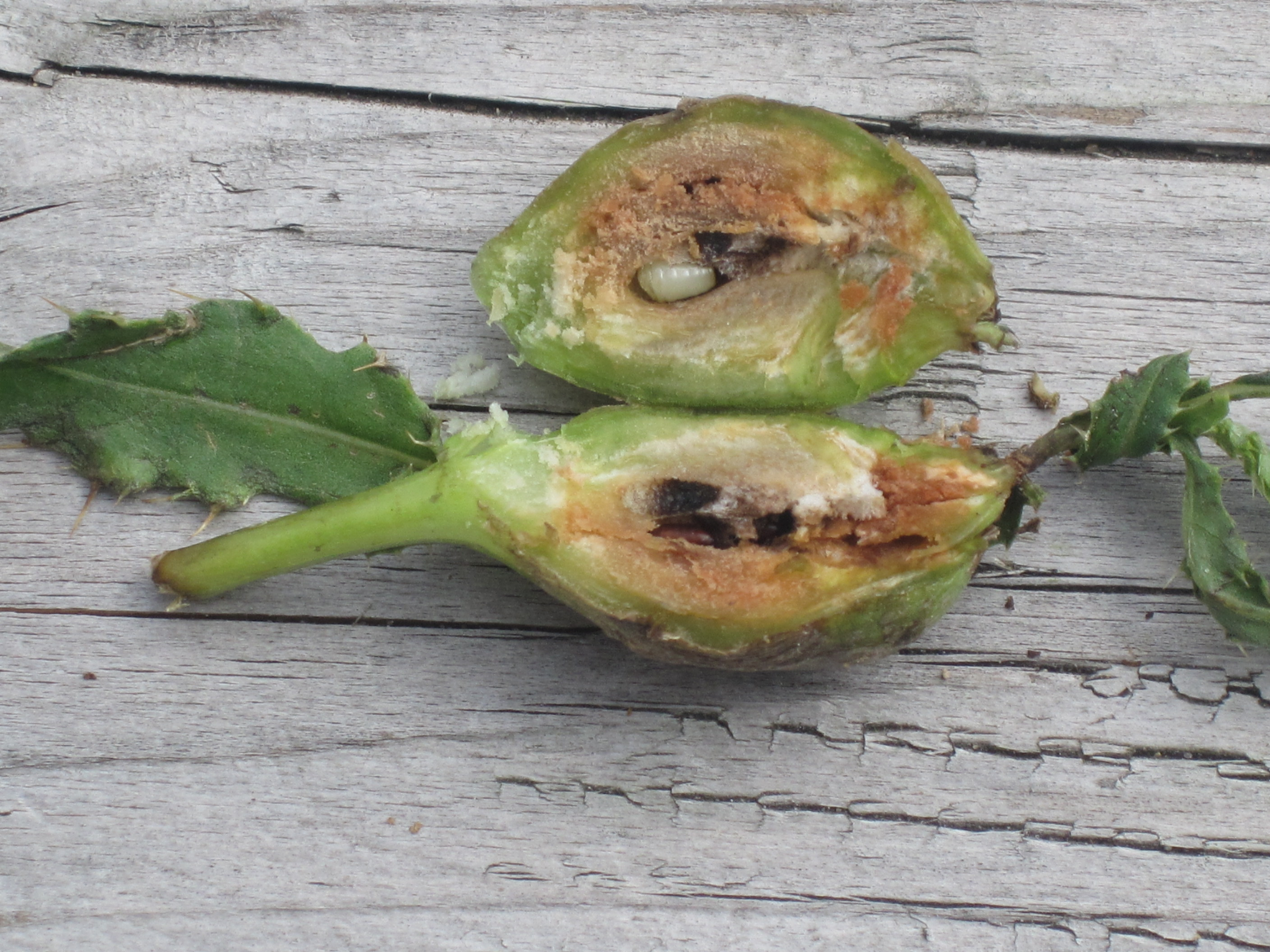
Agalla con larva, producida por Urophora cardui en Cirsium sp.

Urophora es un género de moscas tefrítidas, también llamadas moscas de la fruta con alrededor de 60 especies.
Su distribución geográfica original es el paleártico. Varias especies, incluyendo Urophora cardui han sido introducidas a los Estados Unidos para control biológico de cardos y centaureas, especies introducidas que se han vuelto invasoras.

## Especies
- U. acompsa
- U. adjacens
- U. aerea
- U. affinis (Frauenfeld, 1857)
- U. agnata
- U. algerica
- U. anthropovi Korneyev & White, 1992
- U. aprica (Fallén, 1814)
- U. bajae
- U. beikoi V. Korneyev, 1984
- U. bernhardi Korneyev & White, 1996
- U. bicoloricornis (Zia, 1937)
- U. campestris Ito, 1983
- U. calcitrapae
- U. cardui (Linnaeus, 1758)
- U. chaetostoma
- U. chakassica Shcherbakov, 2001
- U. chejudoensis
- U. chimborazonis
- U. christophi Loew, 1869
- U. circumflava
- U. claripennis
- U. columbiana
- U. conferta
- U. congrua Loew, 1862
- U. cordillerana
- U. coronata Bassov, 1990
- U. cubana
- U. cuspidata (Meigen, 1826)
- U. cuzconis
- U. digna V. Richter, 1975
- U. disjuncta
- U. doganlari Kütük, 2006
- U. dzieduszyckii Frauenfeld, 1867
- U. egestata Hering, 1953
- U. euryparia
- U. eved
- U. fedotovae  Korneyev & White, 1992
- U. flexuosa
- U. formosa
- U. formosana  Shiraki, 1933
- U. hermonis
- U. hispanica Strobl, 1905
- U. hodgesi
- U. iani Korneyev & Merz, 1998
- U. impicta (Hering, 1942)
- U. jaceana (Hering, 1935)
- U. ivannikovi Korneyev & White, 1996
- U. jaculata Róndani, 1870
- U. jamaicensis
- U. japonica
- U. kasachstanica (Richter, 1964)
- U. korneyevi White, 1998
- U. longicauda (Hendel, 1927)
- U. lopholomae White & Korneyev, 1989
- U. mamarae
- U. melanops
- U. mexicana
- U. m-nigrum
- U. mora
- U. mandschurica (Hering, 1940)
- U. mauritanica Macquart, 1851
- U. melanocera  (Hering, 1938)
- U. merzi Mohamadzade & Nozari, 2011
- U. misakiana  (Matsumura, 1916)
- U. neuenschwanderi Freidberg, 1982
- U. nigricornis  (Hendel, 1910)
- U. notata  (Belanovskij, 1950)
- U. paulensis
- U. pauperata (Zaitzev, 1945)
- U. pontica (Hering, 1937)
- U. phaeocera (Hering, 1961)
- U. phalolepidis
- U. pontica (Hering, 1937)
- U. quadrifasciata (Meigen, 1826)
- U. regis
- U. repeteki  (Munro, 1934)
- U. rufipes
- U. rufitarsis
- U. sachalinensis  (Shiraki, 1933)
- U. sciadocousiniae
- U. setosa
- U. shatalkini
- U. simplez
- U. sinica
- U. sirunaseva (Hering, 1938)
- U. sjumorum (Rohdendorf, 1937)
- U. sogdiana  Korneyev & Merz, 1998
- U. solaris
- U. solstitialis (Linnaeus, 1758)
- U. spatiosa Becker, 1913
- U. spoliata (Haliday, 1838)
- U. stalker V. Korneyev, 1984
- U. stenoparia
- U. stylata (Fabricius, 1775)
- U. tengritavica Korneyev & Merz, 1998
- U. tenuior  Hendel, 1910
- U. tenuis Becker, 1908
- U. terebrans (Loew, 1850)
- U. timberlakei
- U. townsendi
- U. tresmilia
- U. trinervii Korneyev & White, 1996
- U. trivirgulata
- U. tsoii Korneyev & White, 1993
- U. unica
- U. variabilis Loew, 1869
- U. vera Korneyev & White, 1996
- U. volkovae V. Korneyev, 1985
- U. xanthippe (Munro, 1934)